# Ilex chapaensis
Ilex chapaensis — вид квіткових рослин з родини падубових.

## Морфологічна характеристика
Це листопадне дерево 9–16 метрів заввишки. Гілочки каштанові, дрібно запушені чи голі, з численними помітними сочевицями. Прилистки стійкі, дрібні. Листкова ніжка 1.2–3 мм, адаксіально (верх) глибоко і вузько борозенчаста, дистальні кінці вузько крилаті. Листова пластина коричнево-оливкова в сухому стані, яйцювато-еліптична чи видовжено-еліптична до еліптичної, 5–11 × 3–3.5 см, обидві поверхні голі, рідко запушені на обох поверхнях в молодості, край зубчасто-пилчастий, верхівка коротко загострена або тупа, рідко округлі. Плоди в зрілому вигляді зелені (при висиханні чорні), кулясті, 12–20 мм у діаметрі. Квітне у квітні; плодить у жовтні й листопаді.

## Поширення
Ареал: Китай, Хайнань, пн. В'єтнам. Населяє рідколісся, мішані ліси на горах; на висотах від 500 до 3000 метрів.

## Використання
Плоди начебто вживають у їжу; деталей немає.